# GSC3295-1289
GSC3295-1289 — хімічно пекулярна зоря спектрального класу A1, що має видиму зоряну величину в смузі V приблизно 0,0.